# أڭلمام أزڭزا
 أڭلمام أزڭزا (بالأمازيغية: ⴰⴳⵍⵎⴰⵎ ⴰⵣⴳⵣⴰ) هي جماعة قروية تابعة لإقليم خنيفرة ضمن جهة جهة بني ملال خنيفرة بالمغرب، اسمها مشتق من بحيرة أڭلمام أزڭزا الموجودة على تراب هذه الجماعة. يبلغ عدد سكانها حسب إحصاءات 2014 حوالي 7684 نسمة يعيشون في 1611 أسرة. تتكون الجماعة من 23 دوارا، تنتمي ل 6 مشيخات.

## أصل التسمية
في اللغة الأمازيغية، كلمة "أݣلمام" تعني "بحيرة" و "أزݣزا" تعني "خضراء" أي أن "أݣلمام أزݣزا" هي "البحيرة الخضراء".

## الجغرافيا
تقع جماعة أڭلمام أزڭزا بإقليم خنيفرة، جهة بني ملال خنيفرة بالمغرب، وهي جماعة جبلية بالأطلس المتوسط الغربي، تمتاز بتواجد عدد كبير من البحيرات الطبيعية، وغطاء غابوي كثيف مكون من شجر الأرز الأطلسي والبلوط الأخضر. النشاط الأساسي للساكنة في المنطقة هو الرعي، بالإضافة إلى الأنشطة السياحية. 

## السياحة
تم سنة 2020 تهيئة موقع بحيرة أڭلمام أزڭزا سياحيا لصالح الساكنة المزاولة للنشاط السياحي،  هذه التهيئة شملت تجهيز الطرق وبناء مجموعة من المحلات التجارية على هيئة خيام خشبية أمازيغية،  كما تمت تهيئة الموقع الإكولوجي أروڭو بتراب الجماعة. تضم الجماعة أيضا واحدة من أشهر البحيرات في المغرب، وهي بحيرة تيڭلمامين الملقبة بنظارات الأطلس.
تختضن جماعة أڭلمام أزڭزا سنويا المسابقة الدولية “Ice Swim Morocco”، وهي حدث دولي للسباحة في المياه الباردة، يقام خلال فصل الشتاء ببحيرة أڭلمام أزڭزا. 

## دواوير الجماعة[10]
| اسم الدوار        | عدد سكان الدوار | المشيخة          | النوع     |
| ----------------- | --------------- | ---------------- | --------- |
| أيت حدو أوعلي     | 219             | أيت بوحماد الجبل | دوار مشتت |
| ايت يحيى أيت رزوق | 523             | أيت بوحماد الجبل | دوار مشتت |
| ايت عمر           | 245             | أيت بوحماد الجبل | دوار مشتت |
| أيت أعنيني        | 289             | أيت عموعيسى      | دوار مشتت |
| أيت واحي          | 828             | أيت عموعيسى      | دوار مشتت |
| إكساسن            | 204             | أيت عموعيسى      | دوار مشتت |
| أيت واحي أو اعمر  | 290             | أيت عموعيسى      | دوار مشتت |
| أيت سعديان        | 212             | أيت عموعيسى      | دوار مشتت |
| أيت سيدي امحمد    | 262             | أيت عموعيسى      | دوار مشتت |
| أيت أحمد أوعمو    | 390             | أيت بومزوغ       | دوار مشتت |
| أيت بوزمور        | 646             | أيت بومزوغ       | دوار مجمع |
| ايت الحياني       | 1.058           | أيت بومزوغ       | دوار مشتت |
| ايت عزوز إيشي     | 447             | أيت بومزيل       | دوار مشتت |
| أيت خويا حدو      | X               | أيت بومزيل       | دوار مشتت |
| أيت بنيحيا        | X               | أيت بومزيل       | دوار مشتت |
| أيت لحسن أويحيى   | 282             | أيت بومزيل       | دوار مشتت |
| ايت شارط          | X               | أيت بومزيل       | دوار مشتت |
| إنادموتن          | X               | أيت بومزيل       | دوار مشتت |
| آيت خويا          | 439             | ايت لحسن أوسعيد  | دوار مشتت |
| أيت بوهو          | 330             | ايت لحسن أوسعيد  | دوار مشتت |
| أيت علا           | X               | ايت لحسن أوسعيد  | دوار مشتت |
| أيت بن يشي        | X               | ايت لحسن أوسعيد  | دوار مشتت |
| جنان الماس        | 467             | أمهروق الجبل     | دوار مشتت |

## السكان
يبلغ عدد سكانها حسب إحصاءات 2014 حوالي 7684 نسمة يعيشون في 1611 أسرة، بكثافة سكانية تبلغ 17.52 نسمة في الكيلومتر المربع. يبلغ معدل الفقر العام بين السكان 61.38%، 
36.69 % من الأسر مزودة بالكهرباء
0.31 % مربوطة بالصرف الصحي
0.81 % من الأسر تتوفر على الأنترنت
0.94 % من الأسر تتوفر على حاسوب
3.17 % من الأسر تتوفر على سيارة حسب إحصاء سنة 2014 

## معرض الصور

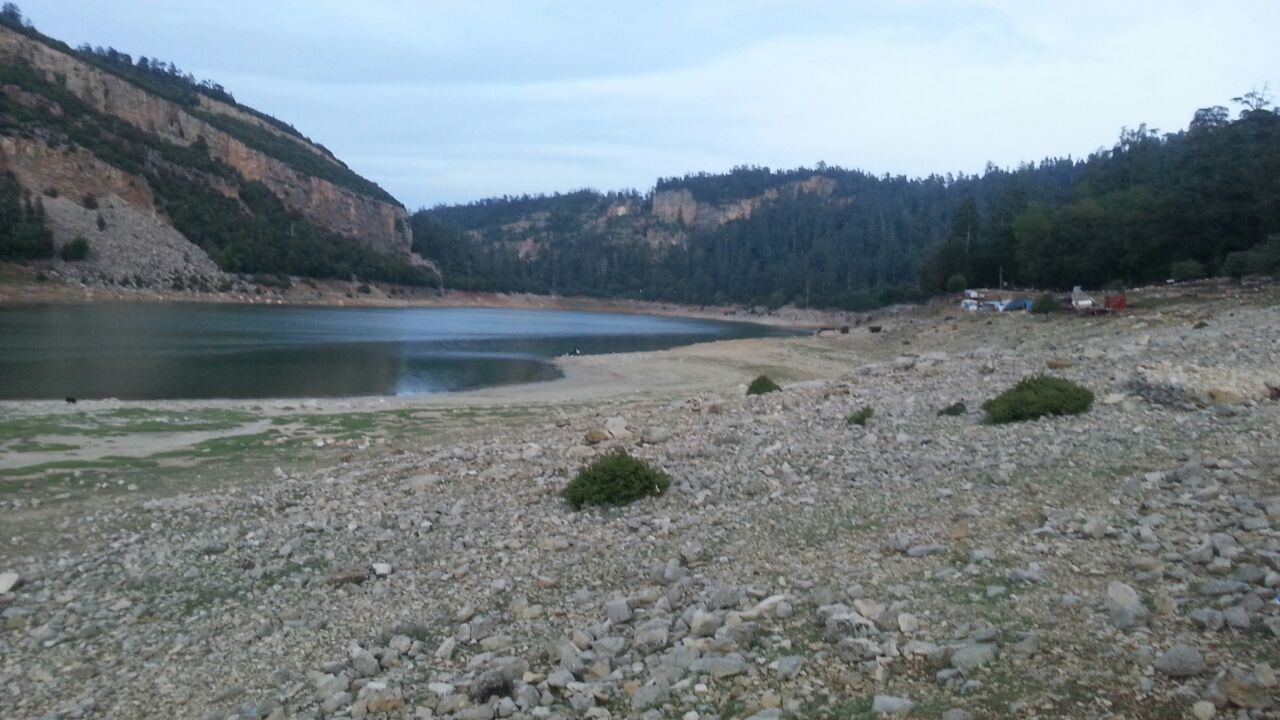
بحيرة أڭلمام أزڭزا
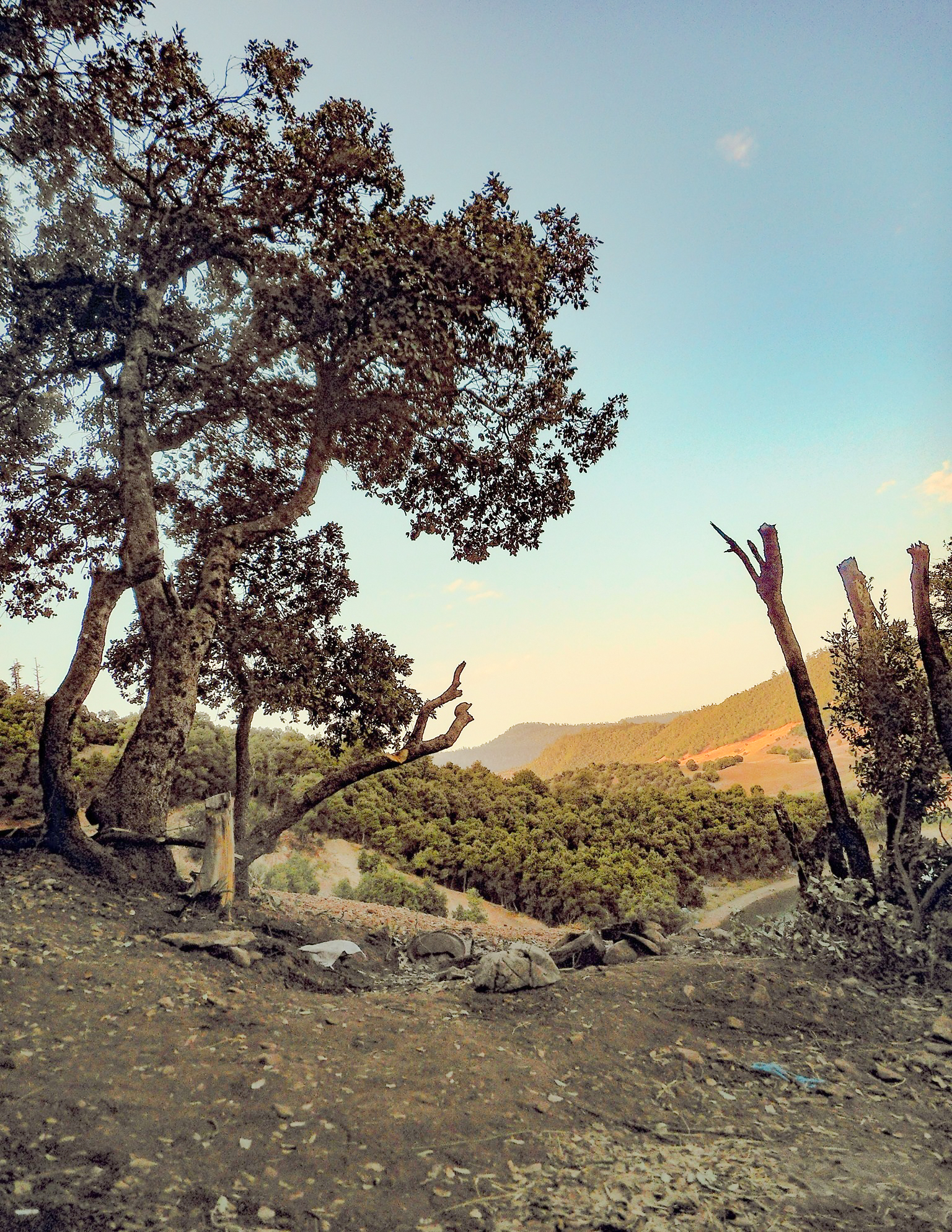
بحيرة تڭلمامين
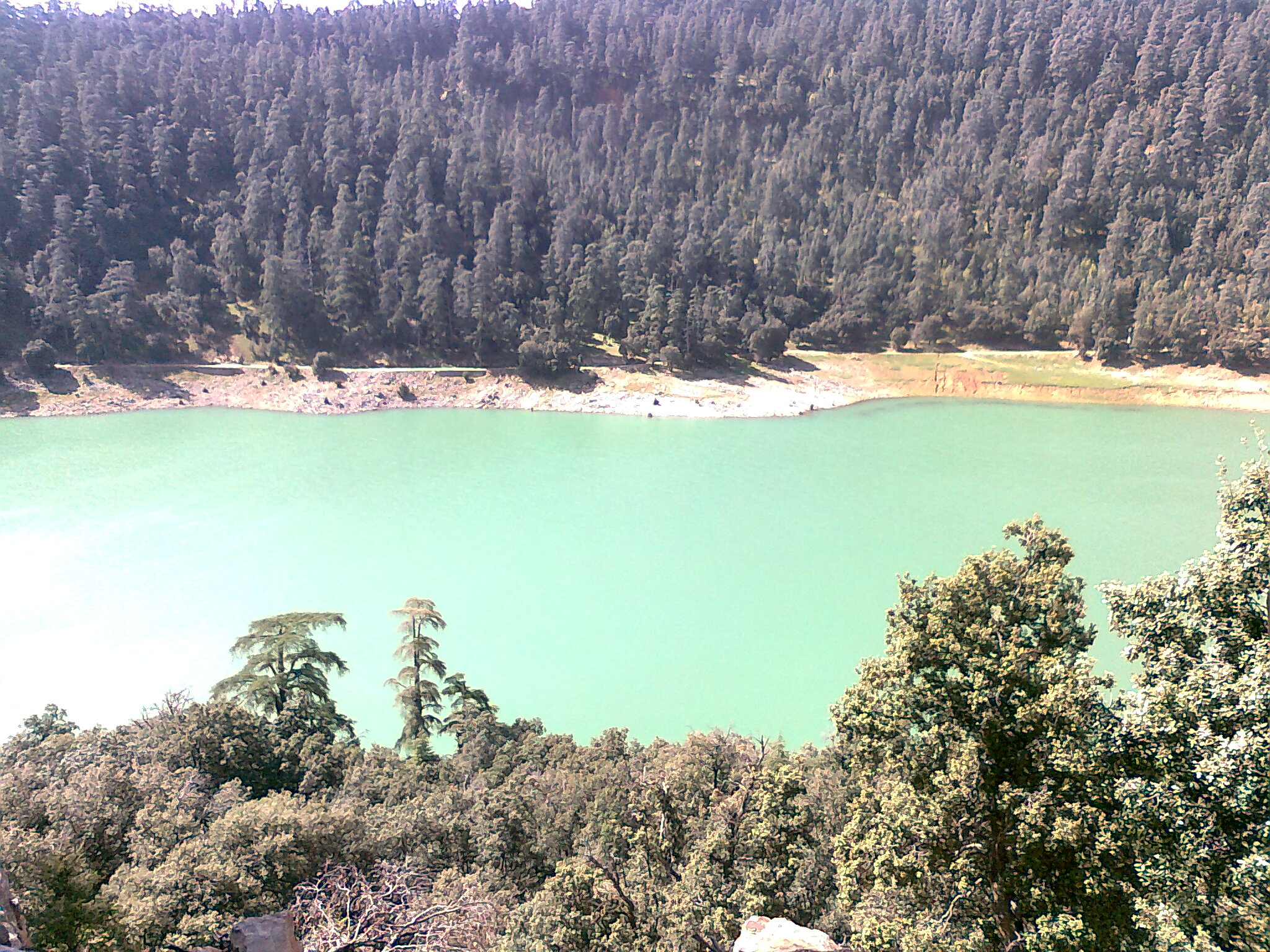
شجر الأرز من بحيرة أڭلمام أزڭزا
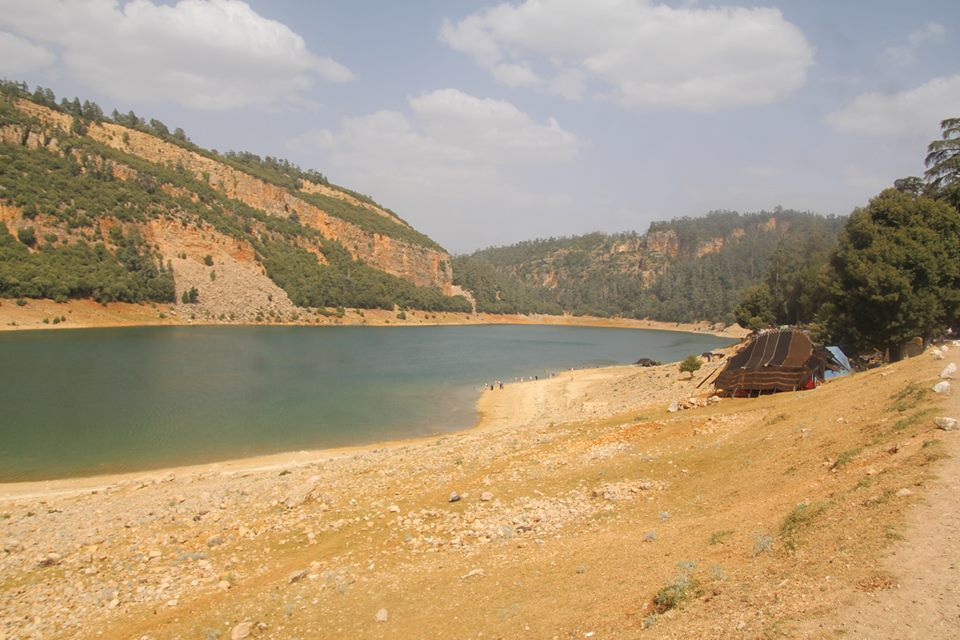
خيمة أمازيغية من بحيرة أڭلمام أزڭزا
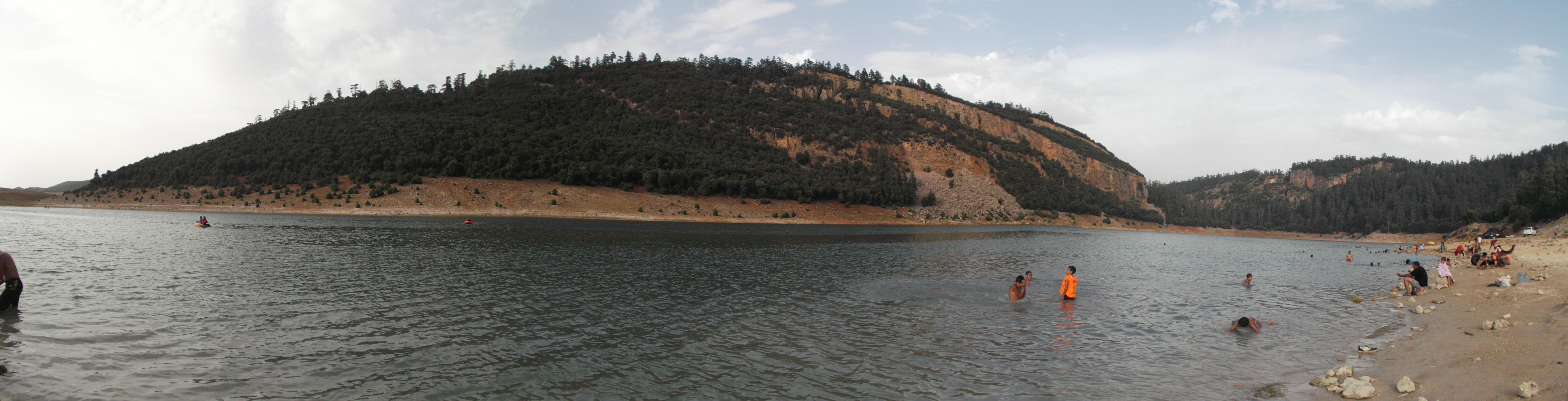
اشخاص يستجمون ببحيرة أڭلمام أزڭزا
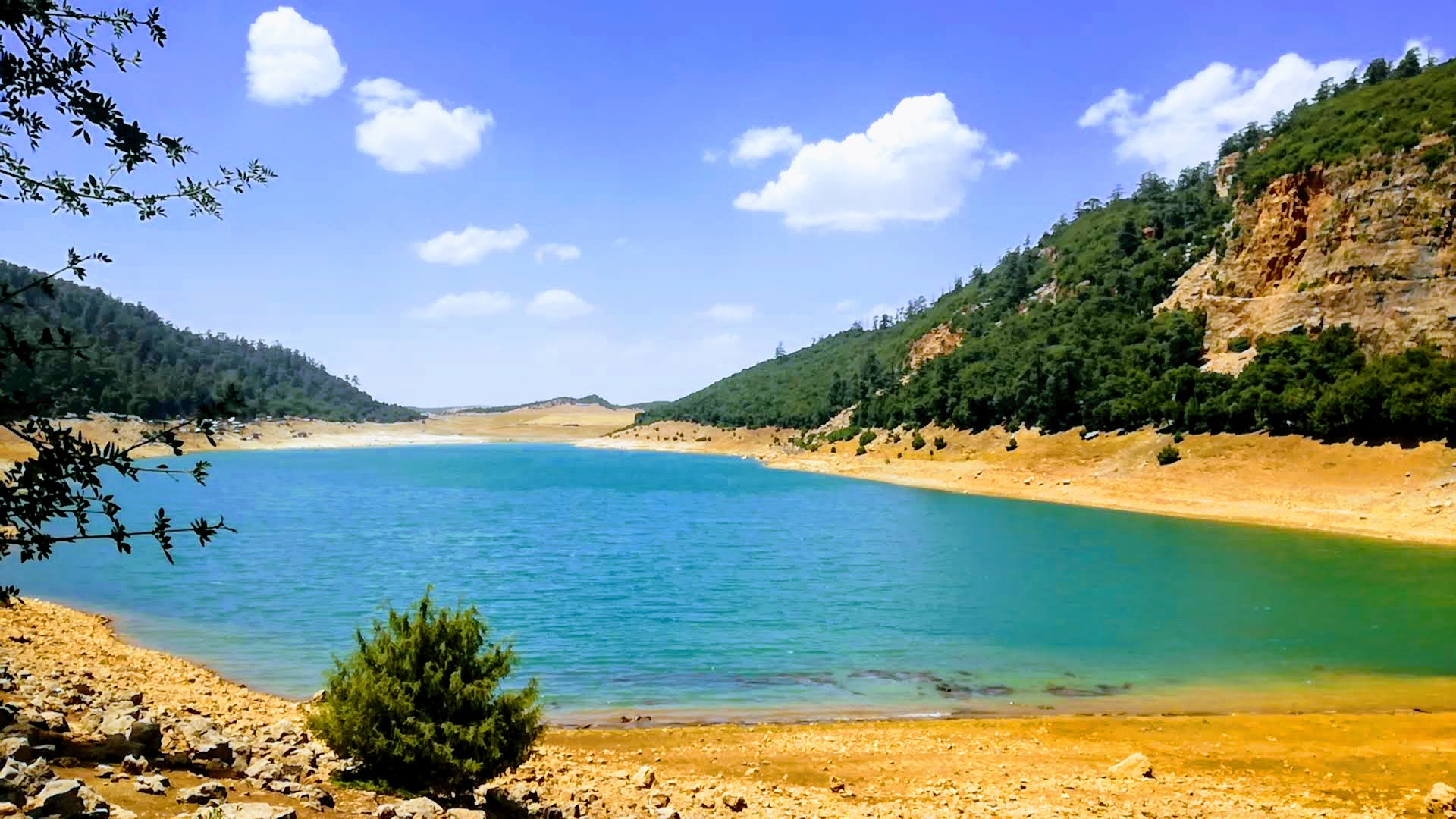
بحيرة أڭلمام أزڭزا
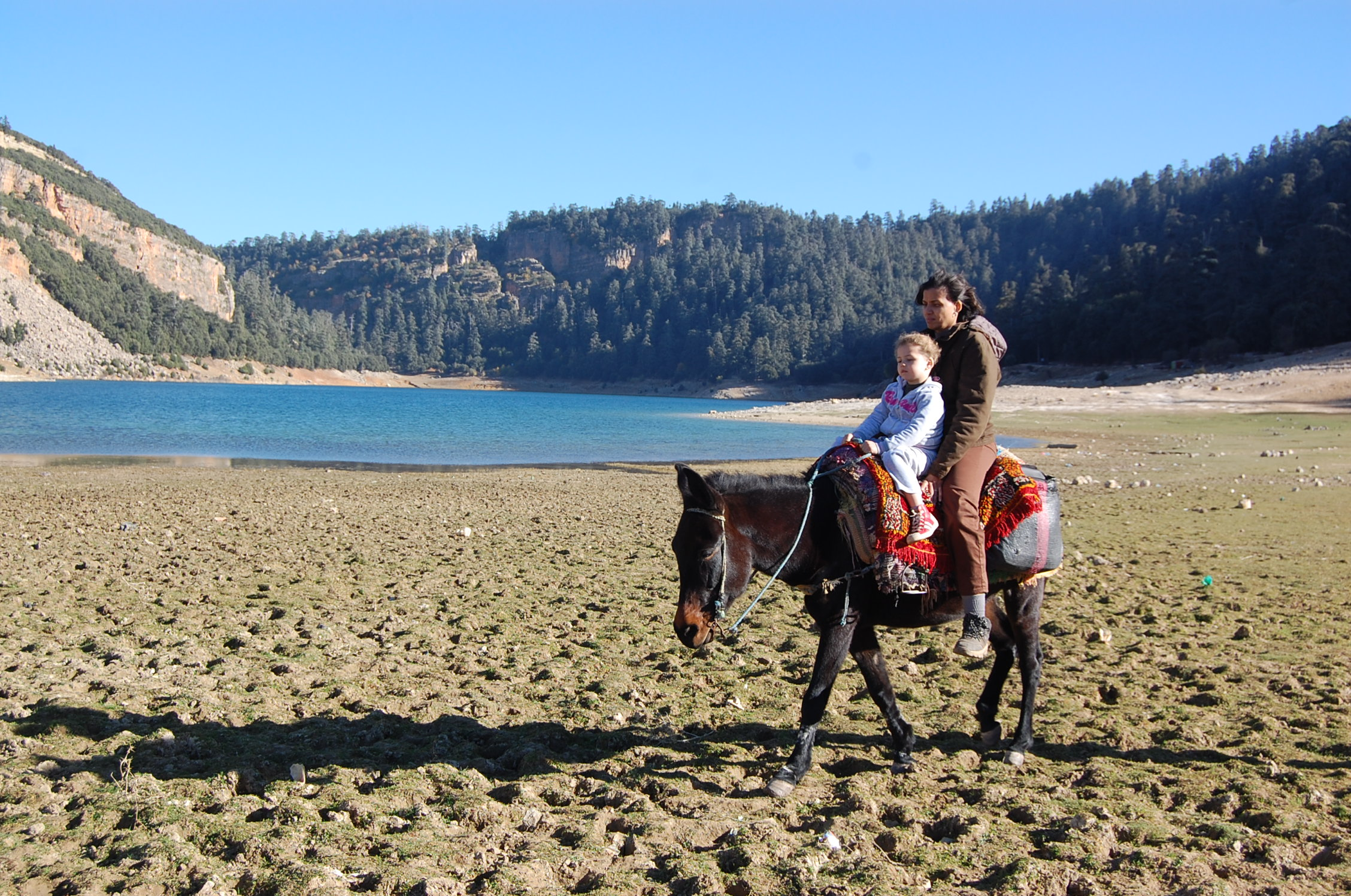
بحيرة أڭلمام أزڭزا
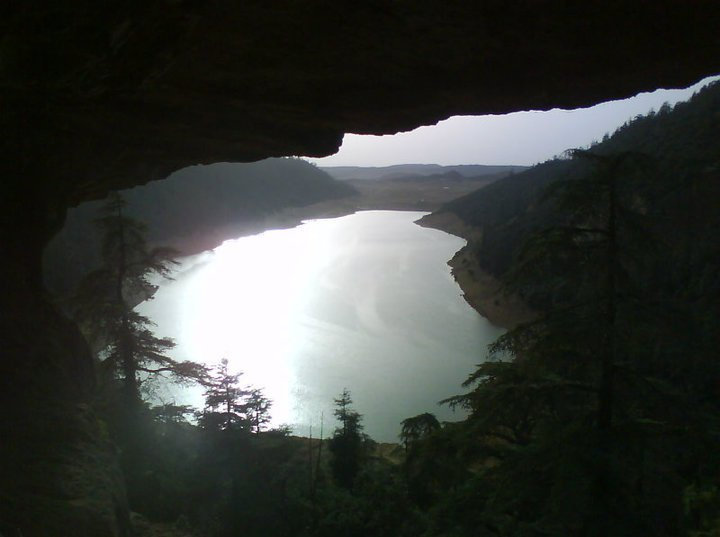
بحيرة أڭلمام أزڭزا من الأعلى
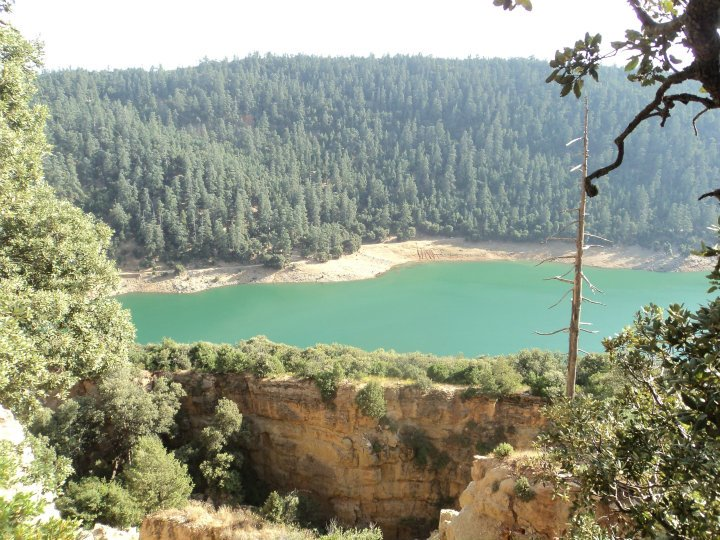
بحيرة أڭلمام أزڭزا
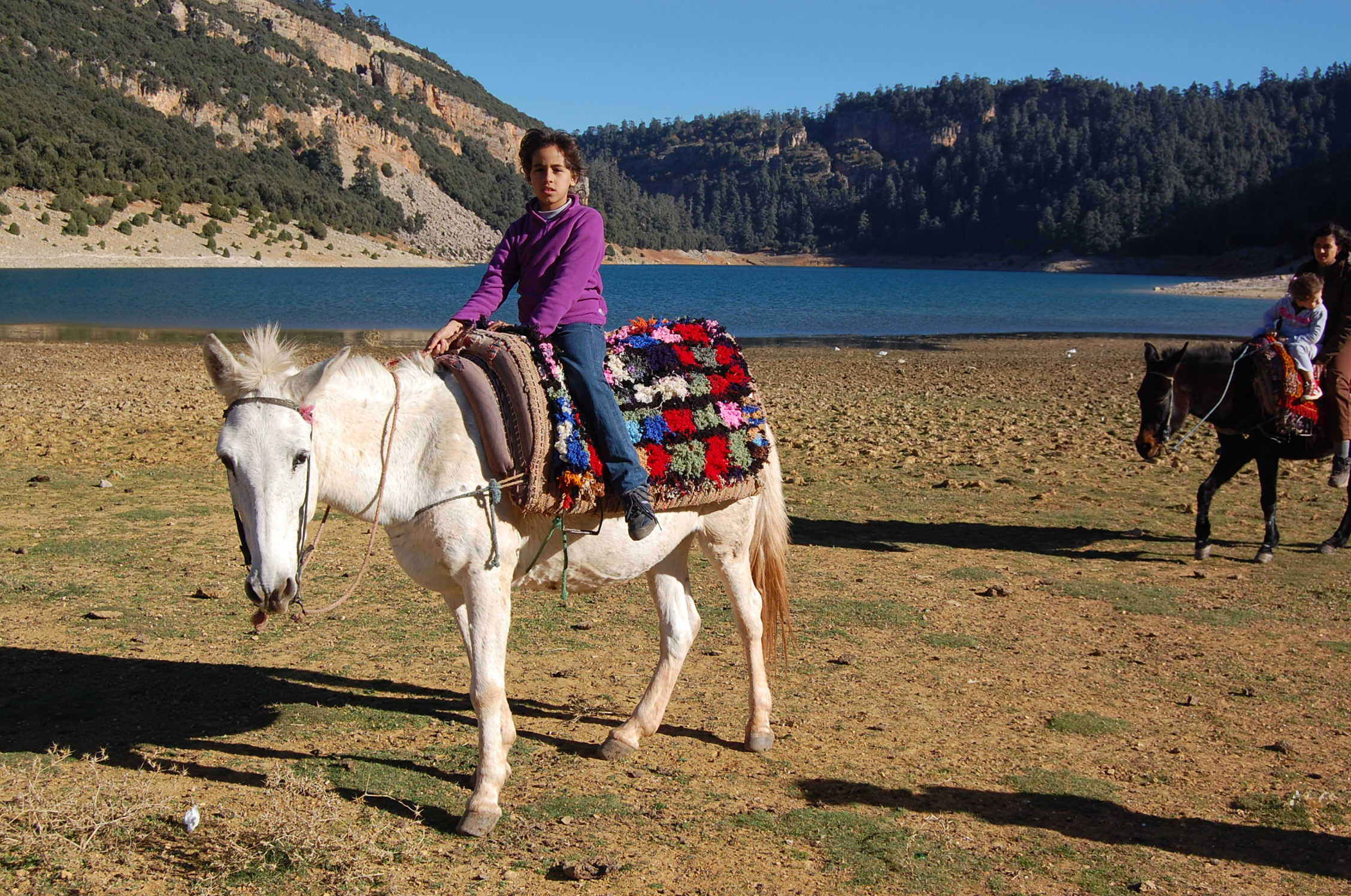
بحيرة أڭلمام أزڭزا
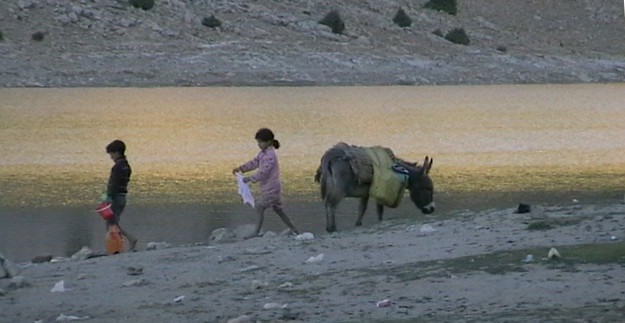
أطفال من الساكنة المحلية لأڭلمام أزڭزا
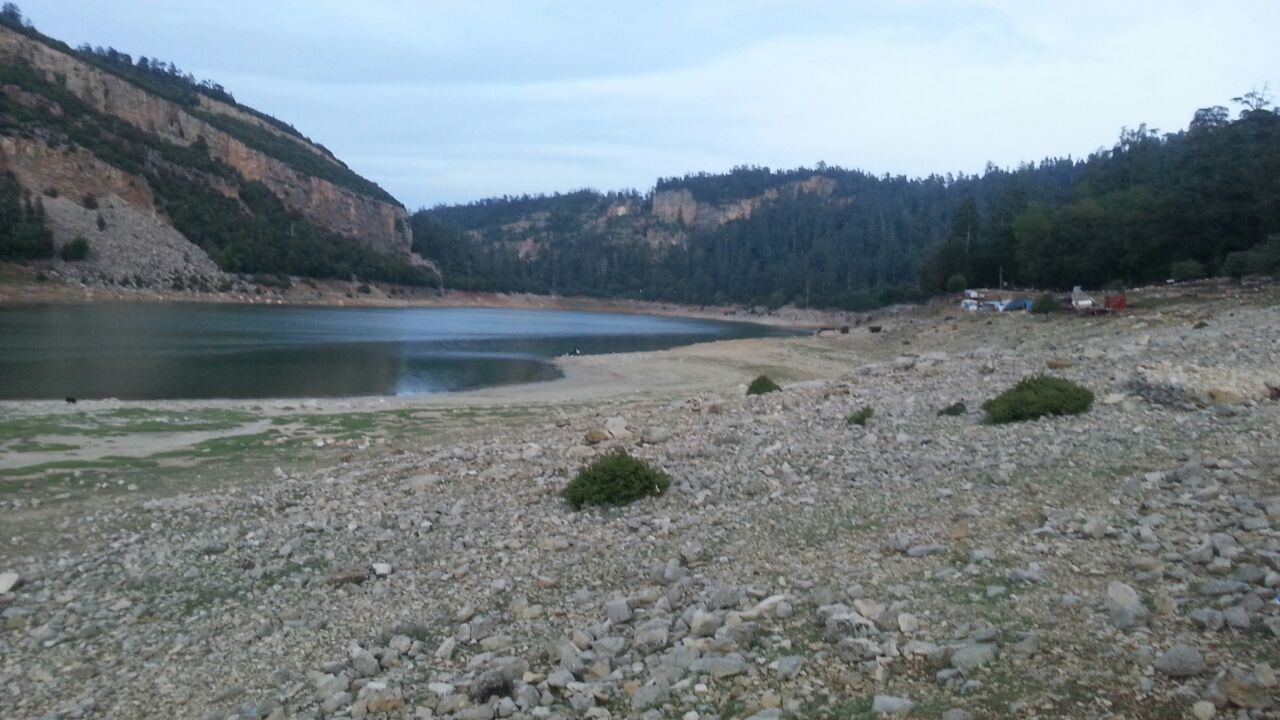
بحيرة أڭلمام أزڭزا
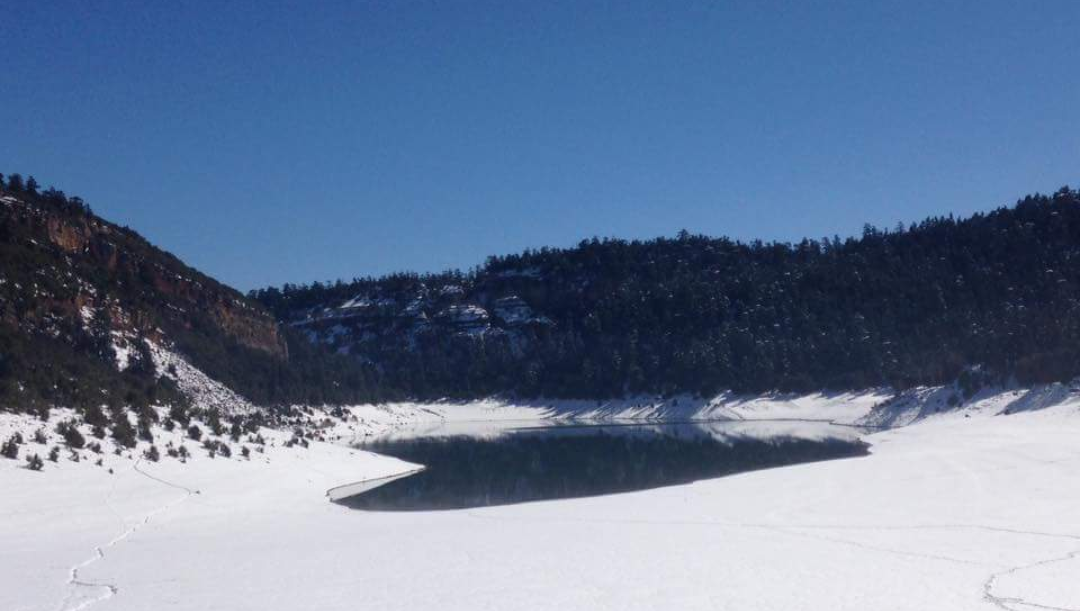
بحيرة أڭلمام أزڭزا خلال موسم تساقط الثلوج
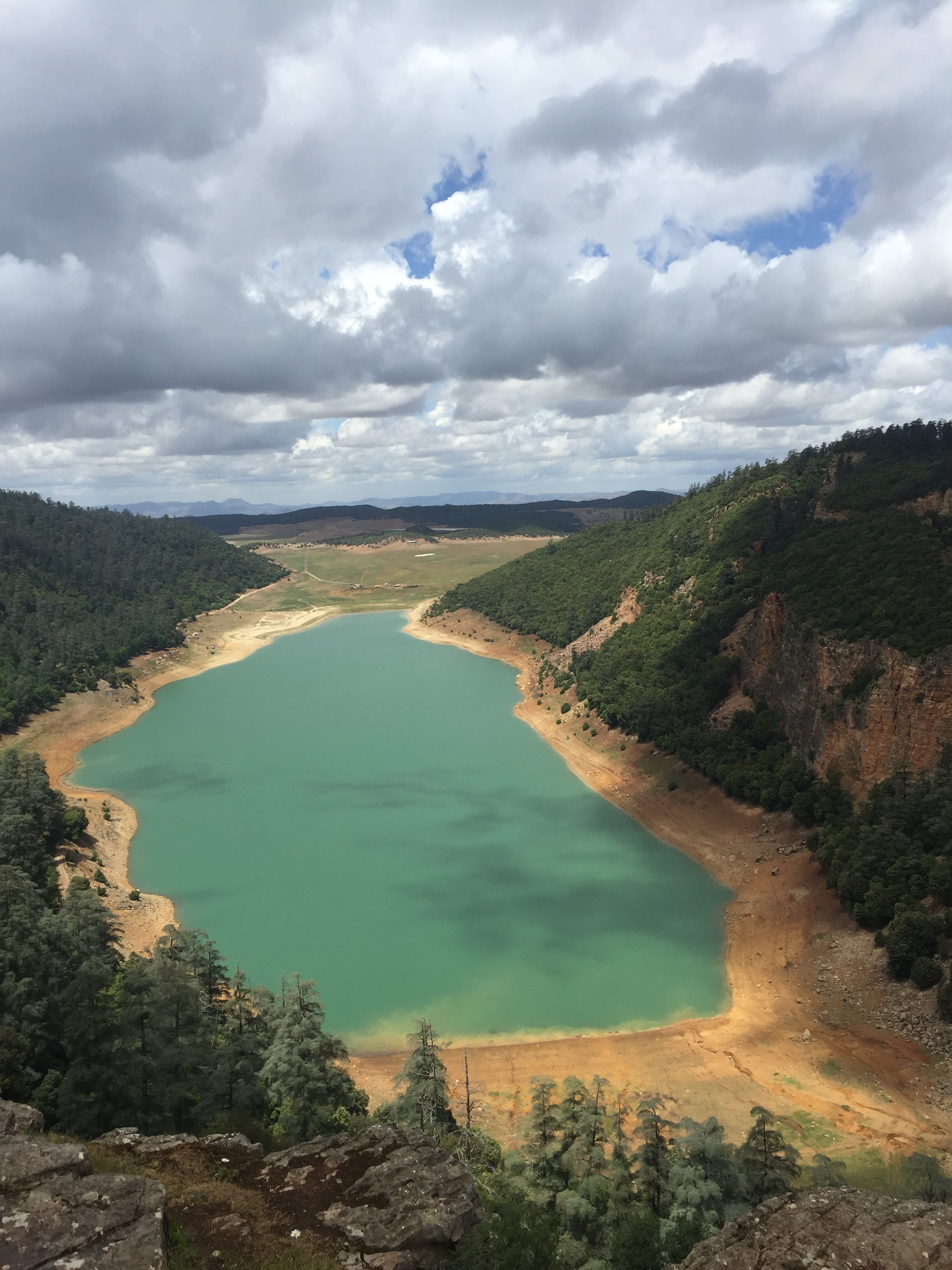
بحيرة أڭلمام أزڭزا
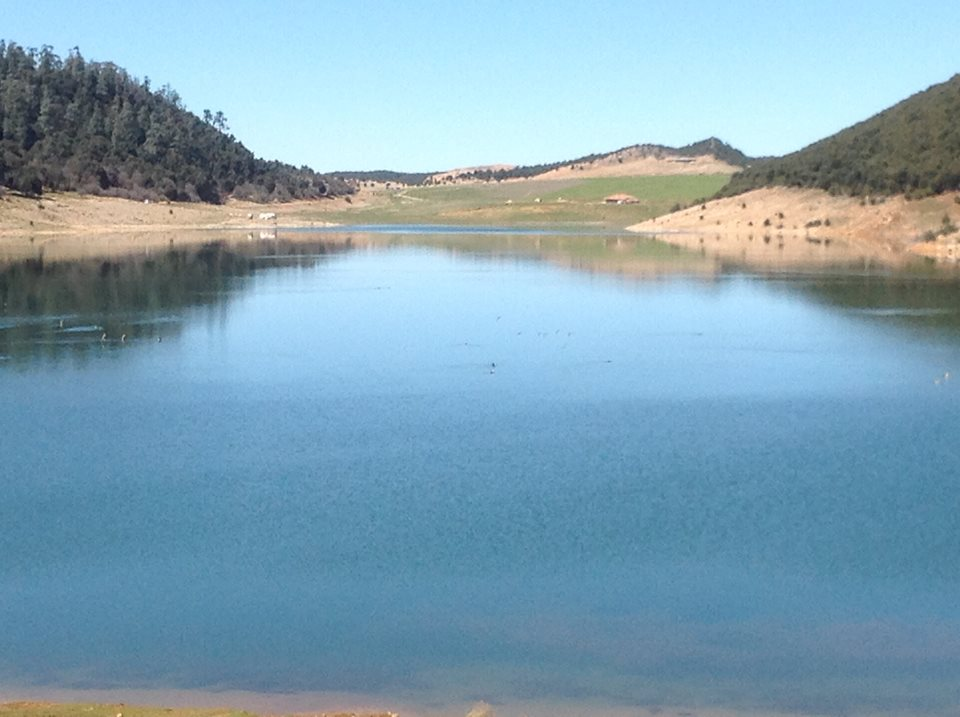
بحيرة أڭلمام أزڭزا
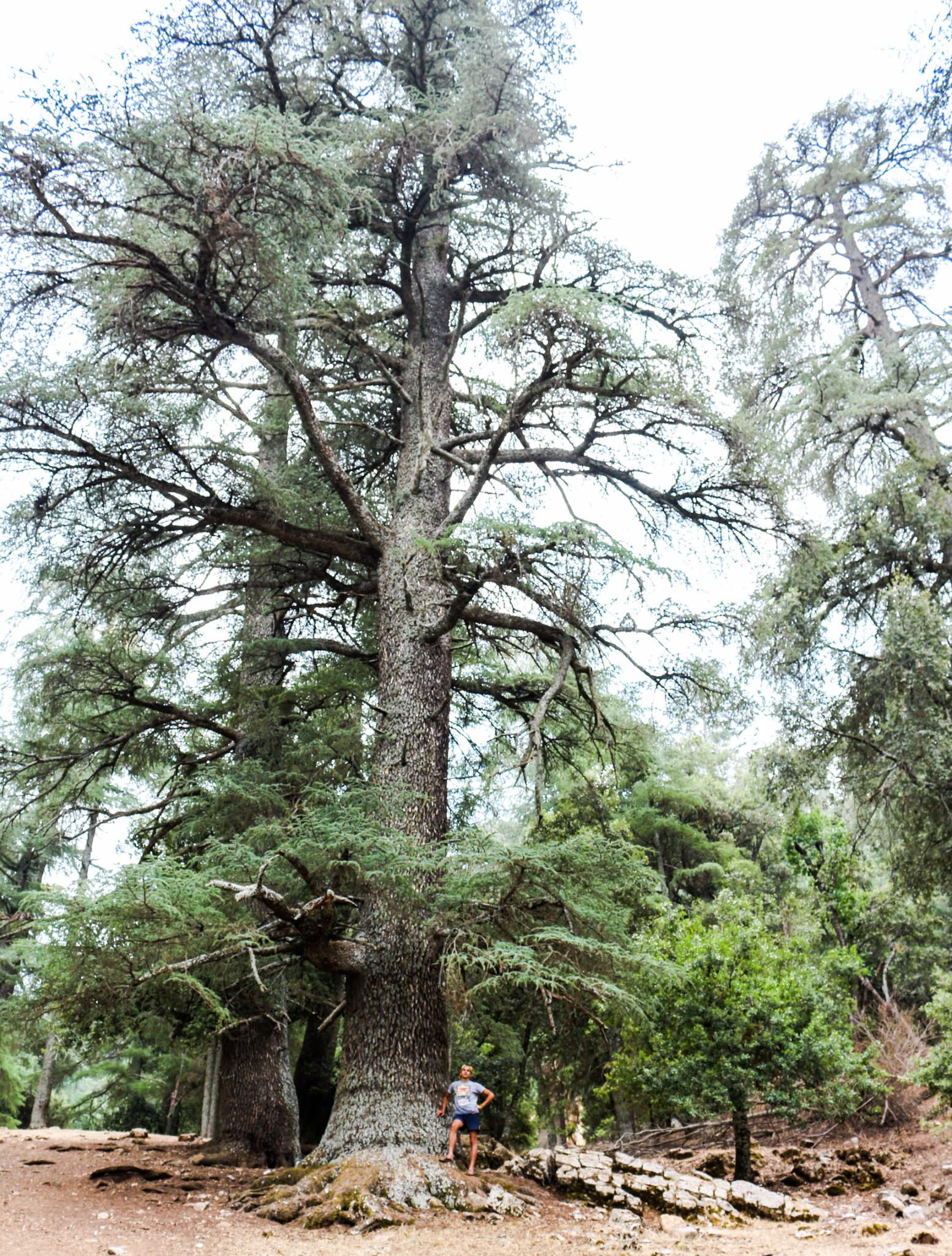
شجرة أرز أطلسي من أڭلمام أزڭزا
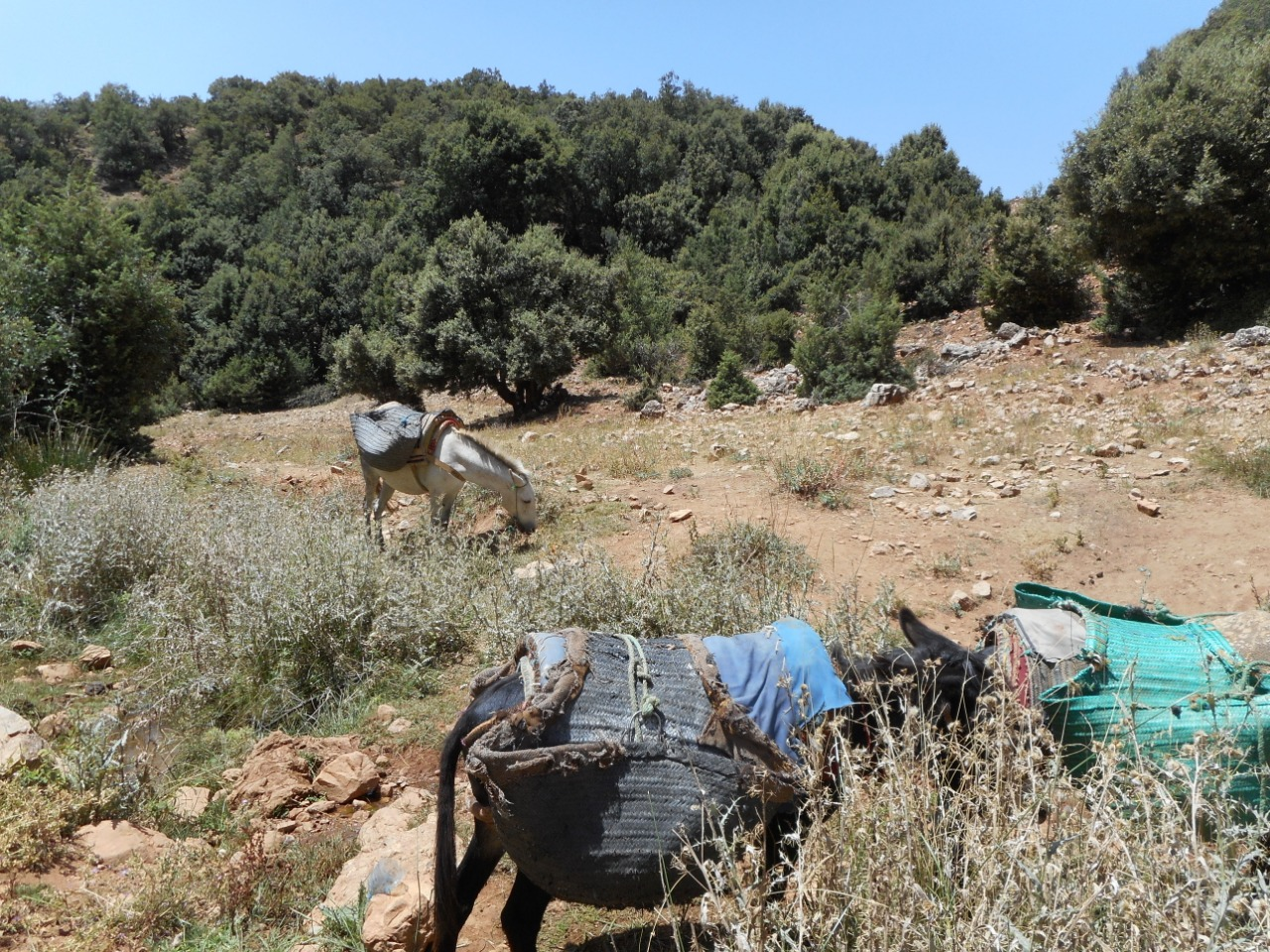
دواب من جماعة أڭلمام أزڭزا